# Staatsstraße 2520
Die Staatsstraße 2520 (Abkürzung: St 2520, bis 1. Januar 2016 Bundesstraße 309) ist eine Staatsstraße in Bayern (Regierungsbezirk Schwaben). Sie führt von Kempten (Allgäu) an die deutsch-österreichische Grenze bei Pfronten. Ein Teil der Strecke ist Teil der Deutschen Alpenstraße.
Zum 1. Januar 2016 wurde B 309 auf ihrer gesamten Länge zur St 2520 abgestuft. Grund hierfür war, dass sie, insbesondere seit der Eröffnung des Grenztunnels Füssen, weitgehend parallel zur A7 verlief.

## Verlauf
Die mit der ehemaligen Bundesstraße 309 identische heutige Staatsstraße beginnt in Kempten an der Scheggstraße und führt entlang der Duracher Straße Richtung Südosten. An der Stadtgrenze beginnt der Landkreis Oberallgäu. Die Staatsstraße erreicht die Gemeinde Durach, durchquert den Ort und unterquert dann die A 980. Kurz darauf überquert sie die A 7 (E 532). Die Autobahn und die Staatsstraße verlaufen von hier bis zur AS Oy-Mittelberg (137) parallel.
Die Staatsstraße biegt dann Richtung Süden ab, bis sie auf die B 310 trifft, mit der sie sich die Strecke nach Nesselwang teilt. In Pfronten-Weißbach trennen sich die beiden Straßen wieder. Die Staatsstraße führt durch Pfronten, bis sie südöstlich von Pfronten-Steinach an der Staatsgrenze zu Österreich (Tirol) in die Reuttener Landstraße 69 übergeht. Von hier besteht Anschluss nach Reutte sowie zur Fernpassstraße (B 179) und ins Inntal.
Auf der gemeinsamen Strecke mit der B 310 (zwischen Oy-Mittelberg und Pfronten-Weißbach) bildet die Strecke der früheren B 309 ein Teilstück der Deutschen Alpenstraße.

## Geschichte

### Frühere Strecken und Bezeichnungen
Die Bundesstraße 309 ging 1949 aus der Mitte der 1930er Jahre entstandenen Reichsstraße 309 hervor. Deren Verlauf war mit der heutigen St 2520, abgesehen von heutigen Ortsumgehungen, identisch. Nach dem Anschluss Österreichs (1938) wurde die Strecke über Ullrichsbrücke (R 17), Reutte (R 17), Lermoos (R 24), Fernpassstraße und Nassereith (R 24) nach Telfs (R 31) verlängert.

### Ersetzungen
Bis zur Eröffnung des Grenztunnels Füssen (1999) war die Strecke eine wichtige Verbindung zwischen dem damaligen Autobahnende Oy-Mittelberg und dem Fernpass und zu Ferienbeginn/-ende stark überlastet. Heute verläuft dieser Verkehr zum Großteil über die deutsche A 7 und die österreichische B 179.